# Johan Fröberg (skådespelare)
Johan Fröberg, född 25 april 1847 i Uppsala, död 20 april 1909 i Stockholm, var en svensk skådespelare och regissör. Han var son till Carl Johan Fröberg och bror till Murre Fröberg.
Johan Fröberg började sin skådespelarbana vid faderns sällskap, först 1868-69 på Ladugårdslandsteatern och därefter på turnéer fram till 1876 utanför Stockholm. 
Åren 1878-80 var han engagerad hos Thérèse Elfforss, 1880-96 vid Fröbergska operettsällskapet, 1896-1901 vid Eldoradoteatern i Kristiania och 1901-03 hos Emil Linden. Från 1903 fungerade Fröberg som förste regissör vid Albert Ranfts olika operettscener i och utanför Stockholm. 
Fröberg hade ett betydande antal roller, både lyriska och dramatiska, exemperlvis som Leontes i En vintersaga, som kung Claudius i Hamlet, Fileas Fogg i Jorden runt på 80 dagar, Montedafiore i Frihetsbröderna, Dom Januario i Sjökadetten och General Brumm i Storhertiginnan av Gerolstein.